# 국도 제18호선 (일본)
일본 18번 국도(일본어: 国道18号→국도 18호)는 일본 군마현 다카사키시부터 니가타현 조에쓰시에 이르는 총 연장 198.8km의 일본의 일반 국도 노선이다.

## 주요 경유지
- 군마현
  - 다카사키시 - 안나카시

- 나가노현
  - 기타사쿠군 (가루이자와정 - 미요타정) - 고모로시 - 도미시 - 우에다시 - 하니시나군 사카키정 - 지쿠마시 - 나가노시 - 가미타카이군 오부세정 - 나가노 시 - 가미미노치군 (이즈나정 - 시나노정)

- 니가타현
  - 묘코시 - 조에쓰시 - 묘코 시 - 조에쓰 시